# Nicholas Penny
Nicholas Beaver Penny (né le 21 décembre 1949) est un historien de l'art britannique. De 2008 à 2015, il est directeur de la National Gallery de Londres.

## Jeunesse
Penny fait ses études à la Shrewsbury School avant d'étudier l'anglais au St Catharine's College de Cambridge,. Il étudie ensuite pour un doctorat au Courtauld Institute of Art de Londres, où il a Michael Kitson comme professeur. Alors qu'il est étudiant au Courtauld, Penny contribue par des photographies à la section Art & Architecture de la collection de la bibliothèque Conway.

## Carrière
La carrière universitaire de Penny débute par une bourse de recherche à Clare Hall, à Cambridge, après quoi il enseigne l'Histoire de l'art à l'université de Manchester. Alors qu'il n'a qu'une trentaine d'années, Penny est nommé professeur Slade à l'université d'Oxford et chercheur principal au King's College de Cambridge. Il coécrit, avec Francis Haskell, Taste and the Antique, une étude sur la formation du canon de la Sculpture classique, publiée en 1984.
Entre 1984 et 1989, Penny est conservateur du département d'art occidental de l'Ashmolean Museum d'Oxford et professeur associé au Balliol College d'Oxford. En 1990, il entame une longue collaboration avec la National Gallery, rejoignant l'institution comme conservateur Clore de la peinture de la Renaissance. Peu après, en 1991, il identifie la La Vierge aux œillets appartenant au duc de Northumberland comme un véritable Raphaël, et non comme une copie d'un original perdu, comme on le supposait auparavant. Le tableau devient célèbre en 2002 lorsque la galerie lance une importante campagne de financement afin d'empêcher sa vente au Getty Center de Los Angeles. Plus tôt cette année-là, Penny postule sans succès pour la direction de la National Gallery, le poste étant attribué à Charles Saumarez Smith. En 2002, Penny est à nouveau nommé conservateur principal de la sculpture à la National Gallery of Art de Washington, DC. Après la démission anticipée de Saumarez Smith de son poste, Penny est à nouveau candidat à la tête de la National Gallery de Londres, et cette fois, avec succès.
Pendant son mandat de directeur, Penny travaille avec les Galeries nationales d'Écosse pour aider à sécuriser pour la nation deux des peintures de Titien : Diane et Actéon et Diane et Callisto. Il supervise la première acquisition majeure de la galerie d'une peinture américaine, Men of the Docks de George Bellows. La galerie bat son record de fréquentation sous la direction de Penny, dépassant les six millions de visiteurs en 2013. En juin 2014, Penny annonce sa retraite de la National Gallery après six ans en tant que directeur. Il part en 2015 et est nommé chevalier dans les honneurs de l'anniversaire de la reine en 2015.
Penny contribue régulièrement au Burlington Magazine et à la London Review of Books. Il a également publié des livres, des catalogues d'exposition et des articles sur les cadres et la peinture italienne de la Renaissance, ainsi que sur Raphaël, Joshua Reynolds et Richard Payne Knight.